# Wilhelm Griesinger
Wilhelm Griesinger (Stoccarda, 29 luglio 1817 – Berlino, 26 ottobre 1868) è stato un neurologo e psichiatra tedesco. Ebbe come insegnanti Johann Lukas Schönlein all'Università di Zurigo e François Magendie a Parigi.

## Biografia

### La formazione

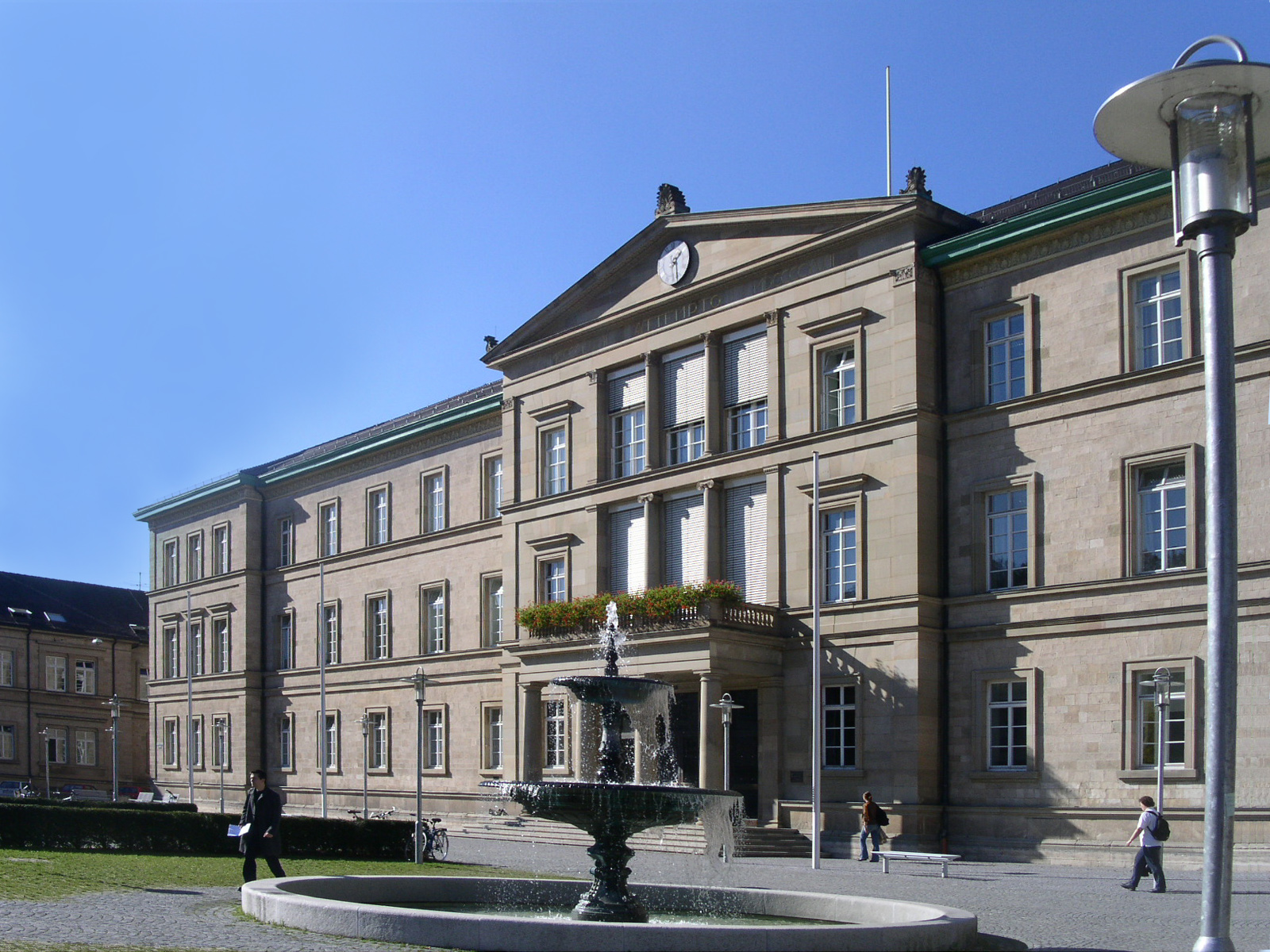
Università di Tubinga

Diplomatosi nel 1833, all'età di soli sedici anni, iniziò gli studi di medicina presso l'università di Tubinga Eberhard-Karls. La sua personalità inquieta gli mosse, sin dal principio, i primi scacchi. Coinvolto in scherzi goliardici venne ripetutamente convocato dal rettore dell'università. A causa dei suoi ideali politici entrò spesso in collisione con i professori e gli amministratori di Eberhard-Karls. Griesinger criticò la medicina romantica insegnata a Tubinga, poiché la considerva speculativa. Si impegnò pubblicamente per una Germania libera ed unita; fu coinvolto nei Corps Guestphalia, una frazione del Burschenschaft.
Nel 1837 venne espulso dall'università di Tubinga insieme a Julius Robert von Mayer. Proseguì i suoi studi presso l'università di Zurigo sotto la guida di Johann Lukas Schönlein. Nel 1838, anno in cui venne riammesso all'Eberhard-Karls, conseguì il dottorato in medicina con una dissertazione sulla difterite.

### La vita lavorativa
Subito dopo la laurea, Griesinger si recò a Parigi, ove trascorse un periodo di appassionato approfondimento delle sue conoscenze cliniche. Conobbe inoltre François Magendie, fondatore della fisiologia sperimentale e autore del primo libro moderno sull'insegnamento della fisiologia.

Nel 1839 si dedicò all'attività di medico praticante nel suo studio privato a Friedrichshafen. Nel 1840 iniziò un internato come medico secondario sotto il direttore Albert Zeller presso il manicomio di Winnenthal. Quest'esperienza alimentò l'interesse di Griesinger per la psichiatria e gli fornì gran parte delle nozioni, in particolare di carattere pratico, che gli furono indispensabili per la stesura della sua prima e maggiore opera pubblicata nel 1845 “Patologia e terapia delle malattie psichiche” (Die Pathologie und Therapie der psychischen Krankheiten).
Nel 1842 trascorse dei brevi periodi di studio a Stoccarda, Vienna e Parigi. Nel 1843 tornò a Tubinga dove ricoprì il ruolo di medico assistente in una clinica medica. Poco tempo dopo gli venne affidata la cattedra di patologia. Nel 1847 venne nominato professore straordinario. Collaborò con Wunderlich e Roser, suoi amici d'infanzia nonché colleghi a Tubinga, alla realizzazione dell'"Archiv fur physiologische heilkunde" di cui diventò redattore nello stesso anno e che utilizzò per divulgare le sue idee innovative sulla fisiologia moderna. Nel 1849, Griesinger si spostò a Kiel, dove gli venne affidata la direzione della clinica universitaria locale e dove condusse studi neuroanatomici.
Nel 1850 sposò Josephine von Rom, con lei lasciò la Germania e si recò ad Il Cairo, per ragioni politiche. Qui, conquistata la fiducia del re 'Abbās I, diventò suo medico personale. Insieme a questo compito gli venne assegnata la direzione della scuola medica de Il Cairo e la presidenza dell'Ordine dei Medici egiziano.
L'esperienza egiziana concesse a Griesinger di discernere e studiare le diverse malattie tropicali. Le conoscenze acquisite durante il soggiorno in Egitto confluirono nella sua seconda opera Klinische und anatomische Beobachtungen über die Krankheiten von Aegypten.

Restò in Egitto fino al 1852, si trasferì, dunque,  a Stoccarda per poi tornare a Tubinga due anni dopo.
Nel 1857, utilizzò le conoscenze acquisite in Egitto per pubblicare un terzo libro intitolato "Sulle malattie infettive"(Infectionskrankheiten).

Nel 1859 diventò direttore del manicomio di Gammertingen, uno dei primi del settore pediatrico in tutta la Germania.
Nel 1860, lasciato nuovamente il suo paese, diventò direttore della clinica di medicina interna di Zurigo. Durante questo periodo si impegnò attivamente nella promozione e concretizzazione del progetto relativo alla costruzione di una clinica moderna, che verrà inaugurata nel 1870 dopo la sua morte e diventerà celebre come l'ospedale Burghölzli.
Nel 1864 ricevette delle offerte lavorative da Berlino, accettando l'incarico di direttore di una clinica psichiatrica e di docente ordinario alla Charitè. Nel periodo a Berlino si impegnò per applicare numerose riforme, tra le quali la creazione di un Nervenstation. Nel 1867 fondò la "Berliner medicinisch-psicologica Gesellschaft" che cambiò in seguito nome in "Berliner Gesellschaft für Psychiatrie und Nervenkrankheiten" nel 1879, per poi diventare l'attuale "Berliner Gesellschaft für Psychiatrie und Neurologie" nel 1933.

### La morte

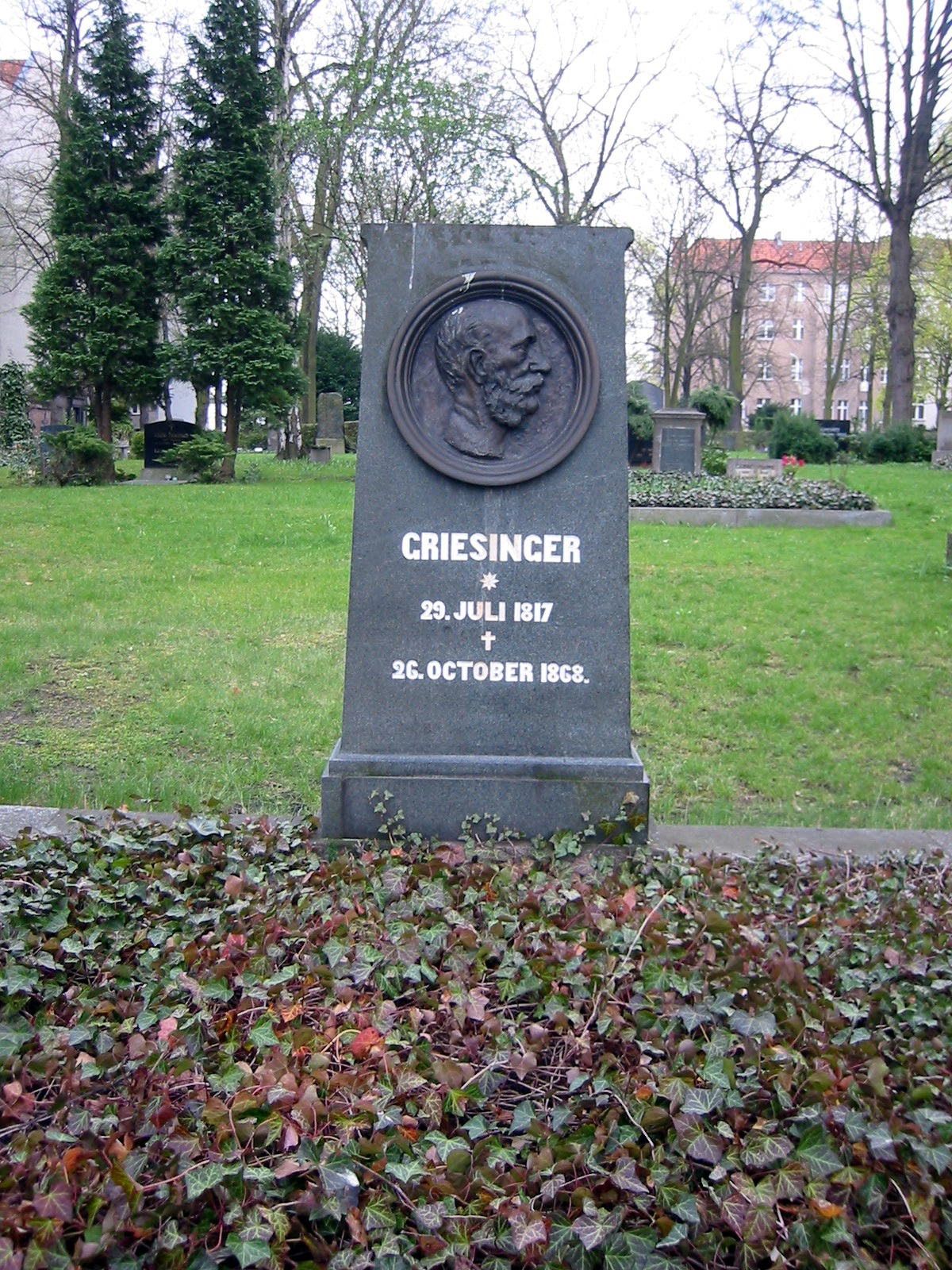
La Tomba di Griesinger

Nel 1868 Griesinger si operò di appendicite. L'intervento gli provocò una ferita che, infettatasi, gli fece contrarre la difterite. Morì il 26 ottobre dello stesso anno. La sua tomba si trova a Schöneberg nell'alten St.-Matthäus-Kirchhof.

## Opere

### Patologia e terapia delle malattie psichiche
"Patologia e terapia delle malattie psichiche" (Pathologie und Therapie der psychischen Krankheiten) è la prima, nonché maggiore opera di Griesinger. La pubblicazione del trattato lo consacra, definitivamente, nel novero dei più importanti fisiopatologi del suo tempo. Pubblicato nel 1845 in seguito al periodo trascorso da Griesinger presso il manicomio di Winnenthal sotto Albert Zeller, venne ripubblicato nel 1861 in una seconda edizione. L'intento principale del libro era quello di dare alla psichiatria una derivazione fisiopatologica. Sulla prima pagina dell'opera si trova la celebre assunzione di Griesinger secondo cui per comprendere ogni sintomo della malattia è indispensabile localizzarlo. Egli affermava, inoltre, che tutte le malattie psichiche sono causate da un'alterazione patologica dell'encefalo.

### Sulle malattie infettive
"Sulle malattie infettive" (Infectionskrankheiten) fu pubblicata nel 1857 in seguito al periodo egiziano. La trattazione si concentra sull'analisi e sullo studio fisio-patologico delle malattie tropicali.

## Le innovazioni
Il contributo di Griesinger è inerente al campo della medicina generale, della psichiatria e dell'educazione medica.

Il grande apporto da lui fornito alla medicina psichiatrica può essere sintetizzato nella frase "La malattia mentale è malattia del cervello", l'aforisma è riportato sulla prima pagina del suo primo libro Patologia e Terapia delle Malattie Psichiche (Die Pathologie und Therapie der psychischen Krankheiten). Questa frase, all'apparenza scontata, allora rappresentava un campo d'indagine totalmente nuovo per quanto riguardava il mondo psichiatrico. Griesinger teorizzò l'esistenza di un nesso tra il cervello e le funzioni psichiche.

Fu il primo a considerare la psichiatria come una branca della medicina e ad estendere l'analisi della follia a livello patologico

Kurt Kolle identifica Griesinger come iniziatore della psichiatria scientifica. Secondo Griesinger lo studio del disturbo mentale andava condotto attraverso l'analisi delle"turbe elementari " quali sintomi di una malattia vera e propria.

Rifacendosi agli studi di Herbart, formulò delle teorie sull'esistenza di componenti non consce che influenzano il comportamento degli individui. Secondo Griesinger esisterebbe un solo tipo di malattia mentale che può assumere connotazioni differenti a causa della combinazione di più fattori secondari.
Espresse idee innovative anche relativamente alla formazione degli psichiatri; sostenne, infatti, che ai fini della loro formazione era indispensabile una conoscenza diretta dei casi clinici, che poteva essere conseguita tramite il dialogo con i malati gravi.

Questo iter diagnostico fu spesso criticato a causa della radicata idea in base alla quale i suddetti colloqui potessero nuocere ai pazienti.

## Onorificenze

Francobollo Commemorativo in Memoria di Griesinger

- Nel 1960, in occasione dell'anniversario della Repubblica Democratica Tedesca, venne stampato un francobollo commemorativo che presentava l'effigie di Griesinger.
- Nel 1960 venne posto davanti all'ospdale psichiatrico Charitè un busto di Griesinger in suo onore.
- Un ospedale di Berlino a partire dal 1868 porta il suo nome, il Wilhelm Griesinger.
- Nel 1986 è stato creato un riconoscimento in suo onore, una medaglia che nel primo anno di assegnazione è stata attribuita a Gerhard Schmidt.
- Nel 1991, l'odierno Vivantes Klinikum Hellersdorf, un istituto di psicoterapia e psicosomatica specializzato nel trattamento di casi di epilessia, è stato fondato in sua memoria. Alla nascita l'istituto era stato battezzato "Wilhelm-Griesinger-Krankenhaus". Ospedale Wilhelm-Griesinger-Krankenhaus, Odierno Vivantes Klinikum Hellersdorf

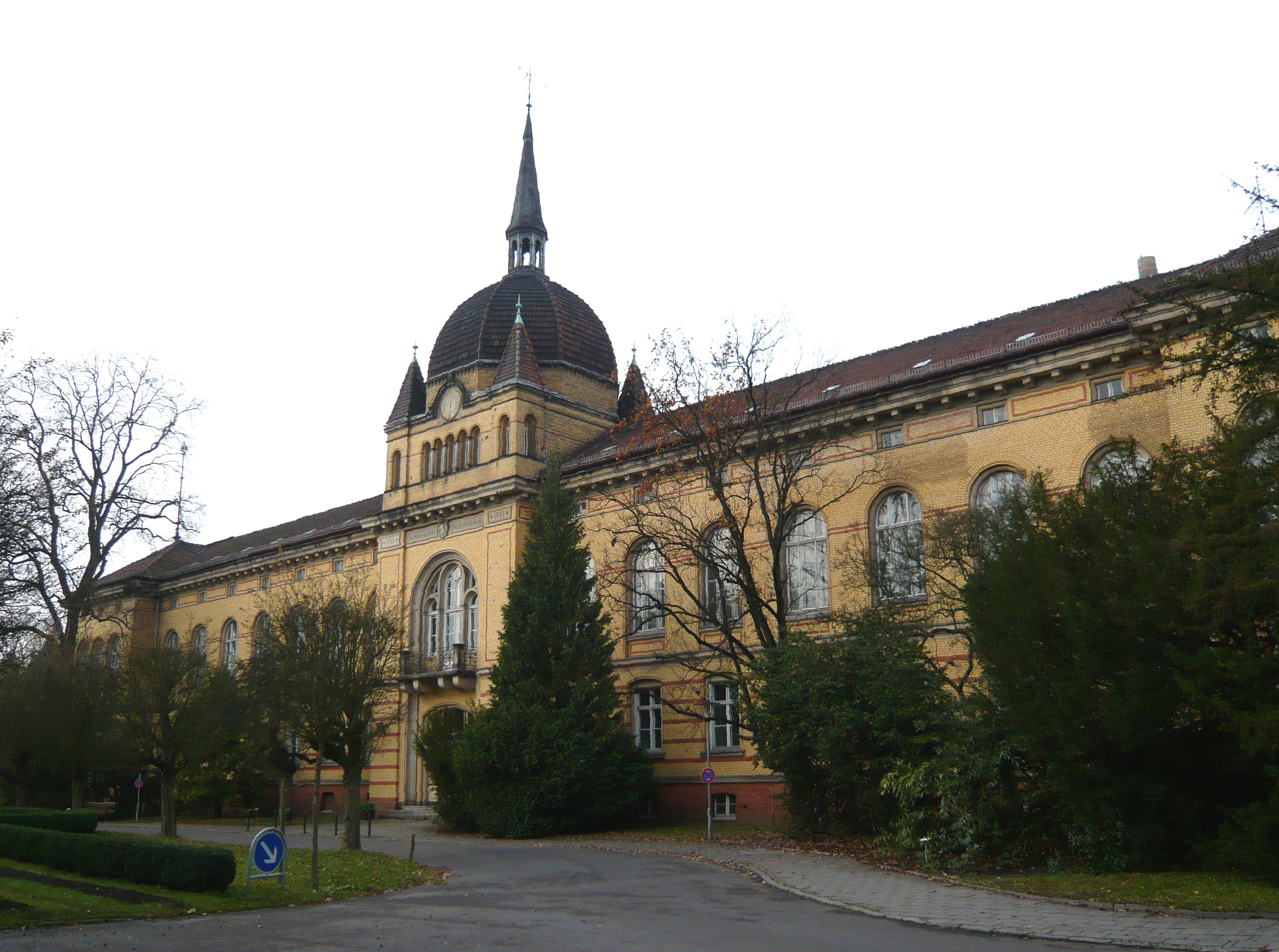
Ospedale Wilhelm-Griesinger-Krankenhaus, Odierno Vivantes Klinikum Hellersdorf